# Maplewood, Missouri
Maplewood är en förort till Saint Louis i St. Louis County i Missouri. Vid 2010 års folkräkning hade Maplewood 8 046 invånare.